# Кючук Мендерес
Кючук Мендере́с (на турски: Küçük Menderes, буквално „Малък Мендерес“; на гръцки: Κάυστρος) е река в егейския регион на западна Мала Азия, в югозападната част на Турция. Дължина 130 km, водосборен басейн 3500 km². Реката води началото си от южния склон на планината Боздаглар, на 1564 m н.в., в южната част на вилаета Маниса. Първите около 30 km е типична планинска река и тече в южна посока, след което завива на запад и протича по широка и плодородна долина с множество меандри. Влива се в залива Кушада на Егейско море недалеч от древния град Ефес. Реката е характерна с множеството наноси, които носи със себе си, и, които отлага по дъното и бреговете си. В долината ѝ са разположени градовете Одемиш, Байиндър, Торбалъ и Селчук.